# Campionati del mondo di atletica leggera 2011 - Decathlon
Il decathlon si è tenuto il 27 e il 28 agosto 2011.

## Programma Orario
| Data           | Orario | Disciplina        |
| -------------- | ------ | ----------------- |
| 27 Agosto 2011 | 10:00  | 100 m             |
|                | 11:00  | Salto in Lungo    |
|                | 12:50  | Getto del Peso    |
|                | 20:00  | Salto in Alto     |
|                | 22:40  | 400 m             |
| 28 Agosto 2011 | 09:05  | 110 m ostacoli    |
|                | 10:00  | Lancio del Disco  |
|                | 13:00  | Salto con l'asta  |
|                | 16:30  |                   |
|                | 20:15  | 1500 m            |
|                | 20:15  | Classifica Finale |

## Risultati

### Classifica finale
| Pos | Nome                    | Nazione       | Punti | Note |
| --- | ----------------------- | ------------- | ----- | ---- |
| 1   | Trey Hardee             | Stati Uniti   | 8607  |      |
| 2   | Ashton Eaton            | Stati Uniti   | 8505  |      |
| 3   | Leonel Suárez           | Cuba          | 8501  | SB   |
| 4   | Aleksey Drozdov         | Russia        | 8313  |      |
| 5   | Eelco Sintnicolaas      | Paesi Bassi   | 8298  |      |
| 6   | Mihail Dudaš            | Serbia        | 8256  | NR   |
| 7   | Pascal Behrenbruch      | Germania      | 8211  |      |
| 8   | Jan Felix Knobel        | Germania      | 8200  |      |
| 9   | Mikk Pahapill           | Estonia       | 8164  |      |
| 10  | Larbi Bouraada          | Algeria       | 8158  |      |
| 11  | Romain Barras           | Francia       | 8134  | SB   |
| 12  | Oleksiy Kasyanov        | Ucraina       | 8132  |      |
| 13  | Roman Šebrle            | Rep. Ceca     | 8069  |      |
| 13  | Thomas van der Plaetsen | Belgio        | 8069  |      |
| 15  | Andres Raja             | Estonia       | 7982  |      |
| 16  | Luiz Alberto de Araújo  | Brasile       | 7902  |      |
| 17  | Kim Kun-Woo             | Corea del Sud | 7860  | NR   |
| 18  | Damian Warner           | Canada        | 7832  |      |
| 19  | Brent Newdick           | Nuova Zelanda | 7761  |      |
| 20  | Keisuke Ushiro          | Giappone      | 7639  |      |
| 21  | Dmitriy Karpov          | Kazakistan    | 7550  |      |
| 22  | Ryan Harlan             | Stati Uniti   | 6761  |      |
|     | Maurice Smith           | Giamaica      | DNF   |      |
|     | Jamie Adjetey-Nelson    | Canada        | DNF   |      |
|     | Darius Draudvila        | Lituania      | DNF   |      |
|     | Ingmar Vos              | Paesi Bassi   | DNF   |      |
|     | Yordani García          | Cuba          | DNF   |      |
|     | Hadi Sepehrzad          | Iran          | DNF   |      |
|     | Rico Freimuth           | Germania      | DNF   |      |
|     | Willem Coertzen         | Sudafrica     | DNF   |      |